# National Fancy Rat Society

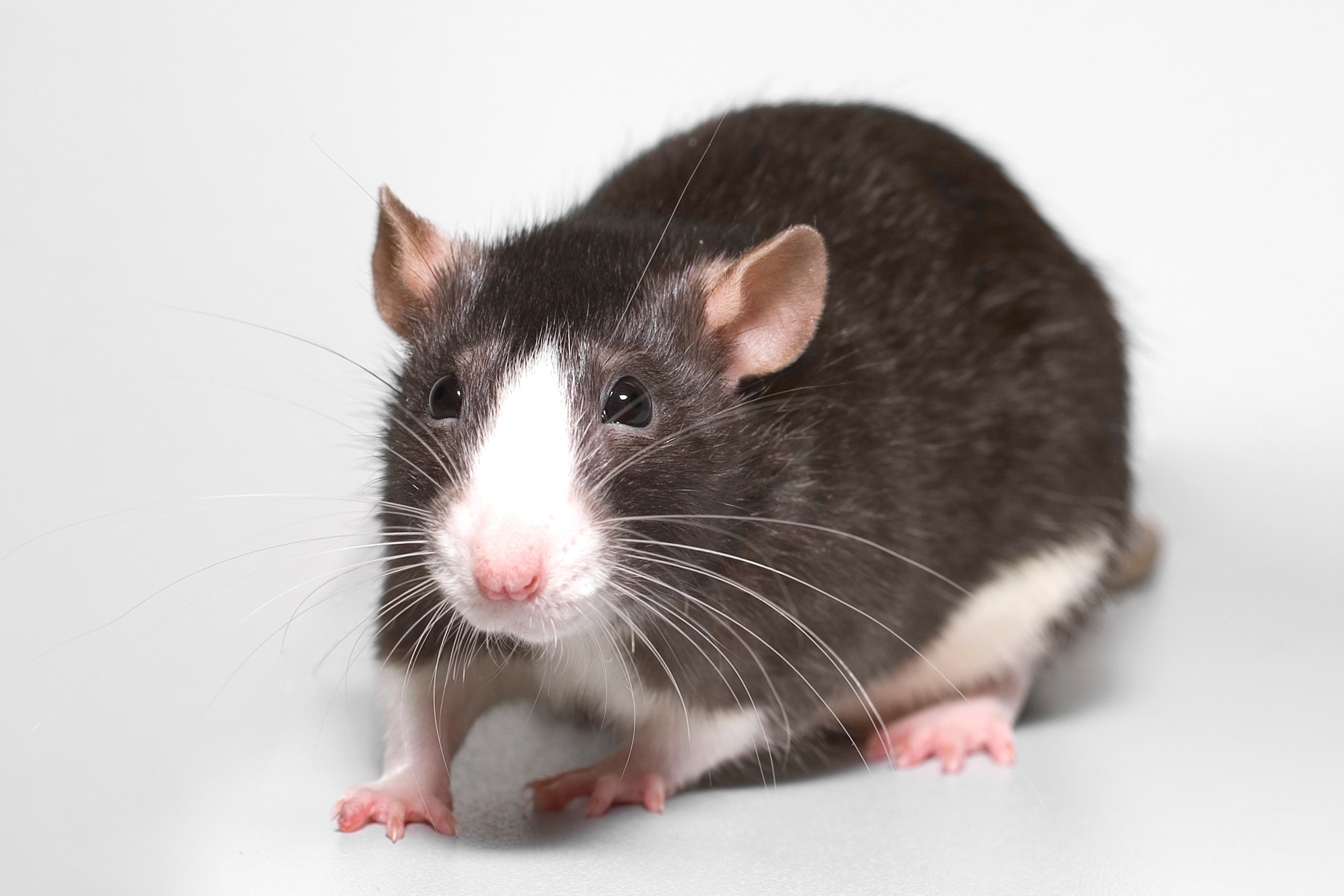
Un "fancy rat" della varietà "Blazed", una delle varietà ufficialmente riconosciute dalle associazioni internazionali

La National Fancy Rat Society (NFRS, "Società nazionale del fancy rat"), fondata nel 1976, è una associazione britannica dedicata ai fancy rat, ovvero ai ratti di varietà selezionate come animali da compagnia.  Fra i suoi obiettivi, l'associazione promuove il ratto come animale da compagnia e da esibizione (anche attraverso fiere e competizioni) e definisce nomenclature ufficiali e standard estetici per le diverse varietà; il suo organo ufficiale è la rivista bimestrale Pro-Rat-A.
La NFRS è la più antica società di questo genere, essendo stata storicamente la prima dedicata esclusivamente ai ratti; in precedenza, dei ratti da compagnia si occupavano, marginalmente, le associazioni di amanti dei topi, come il National Mouse Club ("Club nazionale del topo", anch'esso britannico).  Ha quindi costituito un modello a cui si sono ispirate le altre associazioni analoghe nel mondo, come la American Fancy Rat and Mouse Association statunitense o la Australian Rat Fanciers' Association australiana.